# Little Sweetheart
Little Sweetheart is een Britse film uit 1989 van Anthony Simmons met in de hoofdrollen John Hurt, Karen Young en Cassie Barasch.
De film is gebaseerd op de roman The Naughty Girls uit 1972 van Arthur Wise en werd geproduceerd door de BBC. De achtergrond van de film werd verplaatst van St. Julien des Pins, Frankrijk naar St. George Island, Florida, VS.

## Verhaal
De kleine Thelma lijkt in alle opzichten een gewoon meisje. Ze is bijna negen, en verslaafd aan ijslolly's en coca cola. Ze kijkt vrijwel constant televisie, het liefst horrorfilms of documentaires van bloederige moordzaken en ze chanteert haar oudere broer met zijn affaire met de hulp in de huishouding. Het huis naast het huis van Thelma wordt in de zomermaanden verhuurd en ze sluit vriendschap met haar nieuwe buurmeisje Elizabeth. Niet lang daarna zien de meisjes Robert Burger en zijn vriendin Dorothea arriveren. Ze zijn op zoek naar hun vakantiehuis en de meisjes wijzen de weg. Thelma is een beetje verliefd op Robert geworden en die avond besluipen zij en Elizabeth het vakantiehuis. Ze worden bijna betrapt door Robert en vluchten. Wat ze niet weten is dat Burger zijn eigen bank heeft opgelicht voor een miljoen dollar. Hij is op de vlucht en wil samen met Dorothea een nieuw bestaan opbouwen. De meisjes maken hem ongerust en hij besluit hen om te kopen. Robert gaat naar de verjaardag van Thelma die negen wordt en geeft haar een fotocamera. Daarbij vertelt hij de meisjes een heel verhaal dat hij een journalist is en samen met Dorothea achter mensen aan zit die een nieuwe bom willen stelen. De jaloerse Thelma gelooft er geen woord van en blijft het stel achtervolgen. Als Robert en Dorothea in de duinen de liefde bedrijven maakt Thelma stiekem foto's en laat ze afdrukken door haar broer. Ze chanteert Robert en vraagt honderd dollar voor de negatieven. De laatste betaalt maar probeert tegelijkertijd te achterhalen wie de chanteur is. De meisjes verhinderen dit. Als Robert en Dorothea even naar het dorp zijn, breken de meisjes in. Ze vinden een pistool en een oude krant waarin het misdrijf van Robert staat beschreven. Thelma ziet nu mogelijkheden voor een nieuwe chantage maar Elizabeth wordt bang. Ze wil alles aan Robert vertellen en de foto's teruggeven. Als Thelma haar niet van dit voornemen af kan brengen, schiet ze haar vriendin neer. Elizabeths lichaam verdwijnt in de zee en Thelma begraaft haar bebloede shirt samen met de foto's en de revolver. Als de lokale sheriff op zoek gaat naar het vermiste meisje vindt hij de spullen. Aangezien Robert en Dorothea op de foto's zijn te zien, worden ze gearresteerd. Als Robert vervolgens probeert te ontsnappen wordt hij doodgeschoten. Thelma kan gerust zijn, alle getuigen van haar daden zijn dood. Maar terwijl ze langs de kust loopt, komt een visserskotter binnenvaren. Aan boord een aangeslagen, gewonde, maar springlevende Elizabeth.

## Rolverdeling
| Acteur          | Personage     |
| --------------- | ------------- |
| John Hurt       | Robert Burger |
| Karen Young     | Dorothea      |
| Cassie Barasch  | Thelma        |
| Ellie Raab      | Elizabeth     |
| James Waterston | Richard       |
| Guy Boyd        | The Sheriff   |

## Achtergrond
Het is opmerkelijk dat voor deze Britse productie werd uitgeweken naar de VS. De roman van Arthur Wise speelt namelijk in Frankrijk en niet in Florida. Dus is hier sprake van een Amerikaanse roman die speelt in Europa die wordt verfilmd door een Europese productiemaatschappij de filmt in de VS.  
Anthony Simmons baseerde zijn scenario op de uit 1972 stammende roman van Arthur Wise The Naughty Girls. Behalve de veranderde achtergrond wijzigde Simmons nog een aantal zaken. De Thelma uit de film is veel meer volwassen dan de Thelma uit het boek die twee voortanden mist, op haar duim zuigt en tamelijk naïef is. Wel besteedt Wise in zijn boek meer aandacht aan het psychopathische gedrag van Thelma die bijvoorbeeld een pop van haar vriendin vernielt. Ook is in de film de broer van Thelma ouder dan in het boek en wel 18 in plaats van 16. Vermoedelijk om problemen met de censuur te voorkomen, aangezien Thelma's broer een verhouding heeft met een meisje van 23. Ook heeft Simmons het Lolita-achtige imago van Thelma meer benadrukt. Maar de grootste wijziging is de moord op Elizabeth. In het boek is Elizabeth doodgeschoten door Thelma en door de laatste begraven. In het boek wordt Thelma uiteindelijk gepakt op een vergeten negatief, terwijl Simmons Elizabeth als het ware laat herrijzen uit de zee. 

## Productie
De film had een laag budget. Om die reden moest er snel gewerkt worden en werd uitgeweken naar de VS. Opnames in Frankrijk, in het drukke St. Julien Les Pins zouden veel duurder uitpakken. Wel werd off-season opgenomen. Zowel het camerawerk als de muziek bleven beperkt tot simpele beelden met minimale muziek (slechts de akoestische gitaar van Laurence Juban met "Oyster blues". De acteurs improviseerden veel en met name John Hurt kon zich uitleven als een man die een negenjarige zo onderschat dat het zijn totale ondergang wordt.

## Receptie
De film werd in de meeste landen niet eens in de bioscoop uitgebracht en behaalde wat obscure prijzen op lokale filmfestivals. In de loop der jaren groeide de film uit tot een cultfilm en wordt meer en meer aangekondigd als een zeldzaam verkrijgbare film over een jeugdige psychopaat. 